# Кирсівка
Кирсівка — колишнє село в Україні. Містилося в Миргородському районі Полтавської області. 
На 3-версній карті 1860-70-х років на місці майбутнього села позначено безіменний хутір при поштовій станції. 
1982 р. у селі мешкало бл. 20 осіб.
Зняте з обліку рішенням Полтавської обласної ради 20 квітня 2007 року.